# Minna Pelkonen
Minna Pelkonen (* 1966) ist eine ehemalige finnische Skirennläuferin.

## Karriere
Pelkonen gab ihr internationales Renndebüt bei den Juniorenweltmeisterschaften 1982, wobei sie zeitgleich mit der Österreicherin Alexandra Probst die Bronzemedaille im Slalom gewinnen konnte.
1985 nahm sie zum ersten und einzigen Mal an Alpinen Skiweltmeisterschaften teil. Bei den Wettkämpfen in Santa Caterina belegte sie im Riesenslalom den 38. Rang, im Slalom schied sie im ersten Durchgang aus.
Danach ist Pelkonen nicht mehr als Rennläuferin in Erscheinung getreten.

## Erfolge

### Weltmeisterschaften
- Santa Caterina 1985: 38. Riesenslalom, DNF Slalom

### Juniorenweltmeisterschaften
- Auron 1982: 3. Slalom, 22. Riesenslalom
- Sestriere 1983: 12. Slalom